# یواس‌اس ساترن (ای‌کی-۴۹)
یواس‌اس ساترن (ای‌کی-۴۹) (به انگلیسی: USS Saturn (AK-49)) یک کشتی بود که طول آن ۳۹۸٫۳ فوت (۱۲۱٫۴ متر) بود. این کشتی در سال ۱۹۳۹ ساخته شد.